# Igbeti

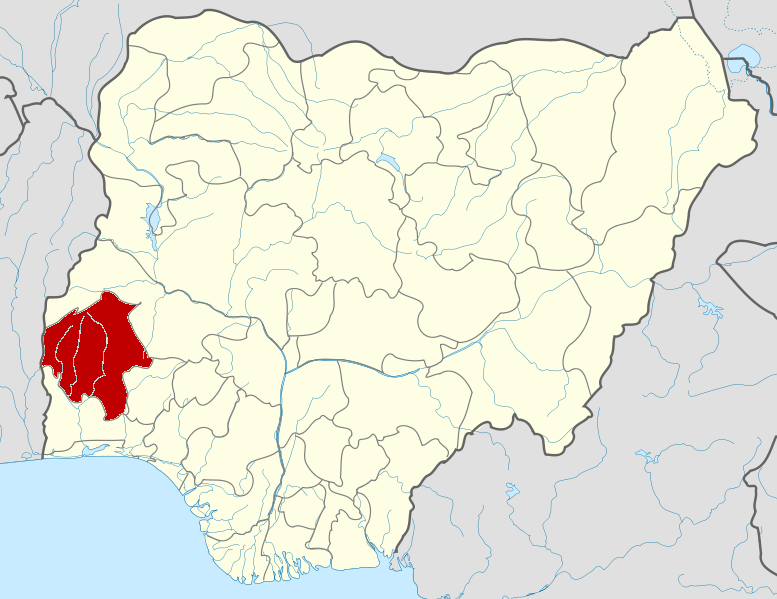

Igbeti é uma vila localizada na parte norte do Oió, Nigéria.  Igbeti também é conhecida como "Marble City" por seus ricos depósitos de mármores. Iya Mopo e Agbele Rock são os dois locais mais visitados em Igbeti. Iya Mopo Hill, a colina mais alta de Igbeti, já foi usada como abrigo contra ataques. Agbele Rock é uma estátua formada naturalmente que descreve uma mãe com carga na cabeça carregando seu filho.